# Diecezja Wheeling-Charleston
Diecezja Wheeling-Charleston (ang. Diocese of Wheeling-Charleston, łac. Dioecesis Vhelingensis-Carolopolitanus) – diecezja Kościoła rzymskokatolickiego w Stanach Zjednoczonych, w metropolii Baltimore. Granice diecezji pokrywają się z terytorium stanu Wirginia Zachodnia. Powstała 19 lipca 1850 roku jako diecezja Wheeling. Obecną nazwę uzyskała w 1974 roku.